# لاتوویچ
لاتوویچ (به لاتین: Latowicz) یک روستا در لهستان است که در گمینا لاتوویچ واقع شده‌است. لاتوویچ ۱٬۴۲۹ نفر جمعیت دارد.